# Yusuf Kenan Sönmez
Yusuf Kenan Sönmez (1948 - Balikesir, 3 de abril de 2020) fue un político turco. 

## Biografía
Se graduó de la Academia de Economía y Ciencias Comerciales de Estambul, Departamento de Administración de Empresas y Contabilidad. Trabajó como gerente en el sector privado y se dedicó al libre comercio. En las elecciones de 1987, fue elegido como representante de Estambul del Partido Populista Socialdemócrata. Más tarde, se desempeñó como vicepresidente de la ciudad de Estambul y delegado del Congreso del Partido Republicano del Pueblo. Fue el presidente fundador de Edremit Central District Agricultural Development Cooperative.

## Muerte
Desde el 25 de marzo de 2020, comenzó a recibir tratamiento en el Balıkesir State Hospital después de que dio positivo por coronavirus. El 3 de abril de 2020, murió debido a complicaciones de COVID-19.

## Vida privada
Estaba casado y tenía un hijo.